# Serie Colombia 2025
La Serie Colombia 2025 fue la segunda edición de este torneo internacional de carácter amistoso y de pretemporada disputado en Colombia, organizado por Disney+. Se llevó a cabo desde el 12 de enero hasta el 19 de enero, con la participación de equipos de Colombia, Ecuador, Perú y Venezuela.

## Equipos participantes
| Águilas Doradas     | Colombia  |
| América de Cali     | Colombia  |
| Deportivo Cali      | Colombia  |
| Deportivo Pereira   | Colombia  |
| Envigado F. C.      | Colombia  |
| Junior              | Colombia  |
| Millonarios         | Colombia  |
| Once Caldas         | Colombia  |
| Santa Fe            | Colombia  |
| Emelec              | Ecuador   |
| Melgar              | Perú      |
| Universitario       | Perú      |
| Carabobo            | Venezuela |
| Monagas             | Venezuela |
| Universidad Central | Venezuela |

## Partidos
- Los horarios corresponden a la hora de Colombia (UTC-5)

| 12 de enero | América de Cali | 0:2 (0:0) | Melgar                       | Estadio El Campín, Bogotá |             |
| 17:00       |                 | Reporte   | Cabrera 70' · Bordacahar 81' | Árbitro(s):               | Árbitro(s): |

| 13 de enero | Envigado F. C. | 0:2 (0:2) | Once Caldas              | Estadio Polideportivo Sur, Envigado |  |
| 15:30       |                | Reporte   | Barrios 13' · Zapata 36' |                                     |  |

| 14 de enero | Junior      | 1:3 (0:2) | Universitario                    | Estadio Metropolitano, Barranquilla |                             |
| 18:30       | Caicedo 58' | Reporte   | Celi 7' · Costa 26' · Churín 85' | Árbitro(s): Liz Mair Suárez         | Árbitro(s): Liz Mair Suárez |

| 15 de enero | Envigado F. C. | 1:1 (1:1) | Monagas    | Estadio Polideportivo Sur, Envigado |  |
| 15:30       | Ramírez 30'    | Reporte   | Carrión 2' |                                     |  |

| 15 de enero | Águilas Doradas          | 2:0 (0:0) | Emelec | Estadio Alberto Grisales, Rionegro |  |
| 19:00       | Pineda 62' · Vásquez 69' | Reporte   |        |                                    |  |

| 16 de enero | Deportivo Pereira           | 2:1 (1:0) | Universidad Central | Estadio Polideportivo Sur, Envigado |  |
| 16:00       | Quintero 12' · Meléndez 84' | Reporte   | De Souza 91'        |                                     |  |

| 16 de enero | Millonarios | 0:0     | Melgar | Estadio El Campín, Bogotá       |                                 |
| 19:00       |             | Reporte |        | Asistencia: 11.000 espectadores | Asistencia: 11.000 espectadores |

| 18 de enero | Santa Fe | 0:1 (0:0) | Carabobo     | Sede deportiva Independiente Santa Fe, Tenjo |  |
| 10:00       |          | Reporte   | González 65' |                                              |  |

| 18 de enero | Deportivo Cali                                            | 4:0 (2:0) | Emelec | Estadio Deportivo Cali, Palmira |  |
| 18:00       | Barrera 6' (pen.) · Colorado 9' · Arango 72' · Arroyo 88' | Reporte   |        |                                 |  |

| 18 de enero | Once Caldas | 1:0 (0:0) | Universitario | Estadio Palogrande, Manizales |  |
| 20:00       | Álvarez 70' | Reporte   |               |                               |  |

| 19 de enero | Millonarios         | 1:1 (1:0) | América de Cali | Estadio El Campín, Bogotá |  |
| 17:00       | Giordana 45' (pen.) | Reporte   | Navarro 60'     |                           |  |